# Mollskinn

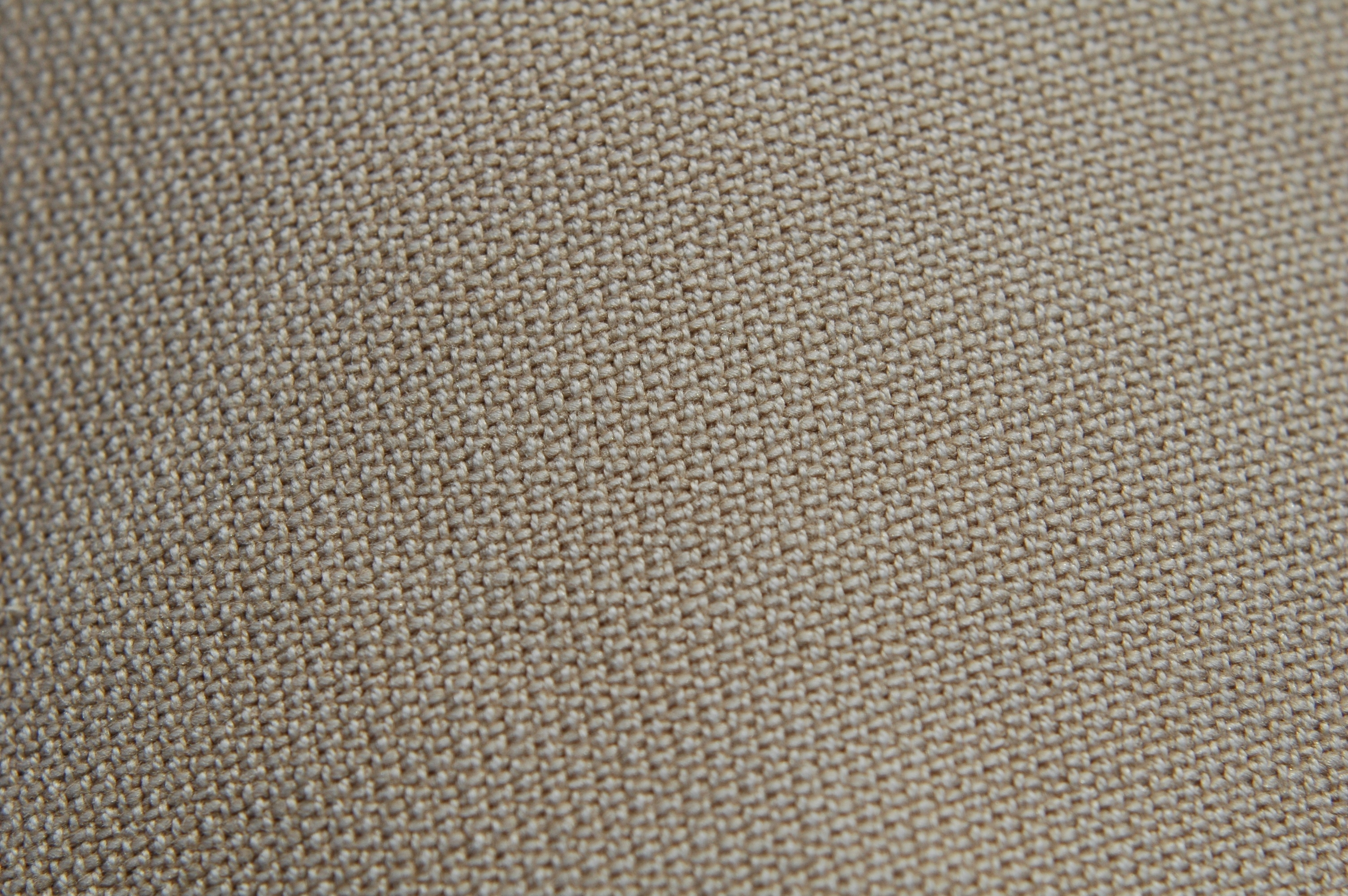
Mollskinn

Mollskinn eller engelskt skinn (från engelskans "moleskin", mullvadsskinn) är ett bomullstyg som är tätt vävt, borstat och ytskuret. Mollskinn isolerar bra eftersom det är så tätt vävt, men är inte lika varmt som ylle. Mollskinn är ett hållbart tyg och lätt att tvätta.
Mollskinn framställs av starkt, tvinnat varpgarn och lössnott inslag, vilket senare sammanpackas mycket tätt (70–100 eller ännu flera inslag på en centimeter.). Bindemönstret är satinartat och fordrar åtta skaft. Det bildas ur den enkla 8-skaftade inslagssatinen därigenom, att man vid sidan av varje varphöjning anbringar ännu en höjningspunkt, så att inslagen blir bundna av 2 varptrådar och ligger lösa över 6.
Tyget är mycket starkt och användes bland annat till arbetarbyxor m. m. Ridbyxor är ett annat typiskt användningsområde för mollskinn, liksom även jaktkläder, eftersom det är mjukt och tyst.